# ERINA (プロレスラー)
ERINA（エリナ、1992年9月20日 - ）は、日本の女子プロレスラー。

## 経歴
2015年
- 7月19日、CLUB-K 3000にてKAIENTAI DOJOの規定で本名が公開できないことから出身である神奈川県の名前から練習生カナガワ(仮)の名前で紹介される[1]。

2016年
- 11月6日、後楽園ホール大会にてバンビとのタッグで木村響子&木村花親子を相手にデビューし敗北。K-DOJOでは11年ぶりの女子選手のデビューとなる。
- 11月12日、CLUB-K 3000にてバンビと初シングルを行うも敗北。

2017年
- 4月8日、CLUB-K in YOKOHAMAにて「ERINA横浜初凱旋スペシャルシングルマッチ」としてTAKAみちのくとシングルを行う。
- 2017年10月17日より体調不良のため長期欠場[2]。

2018年
- 9月7日、KAIENTAI DOJOより、「現状を鑑み復帰の見通しが立たないことから所属契約を終了することになりました」と発表[3]。

## 得意技
- ボディアタック

## 人物・エピソード
- 目指すレスラーは元K-DOJO所属の中川ともか。
- ジェフユナイテッド千葉の大ファン。
- 練習生になる以前通常は郵送で送る履歴書を直接Blue Fieldに持ってきた経験がある[4]。